# Саратовський ВТТ
Саратовський ВТТ (рос. САРАТОВСКИЙ ИТЛ, ИТЛ при Саратовстрое, Саратовлаг) — підрозділ, що діяв в системі виправно-трудових установ СРСР.
Організований 31.10.46;

закритий 30.03.48;

знову організований 05.05.49;

закритий 29.04.53;

ще раз організований 07.08.54;

остаточно закритий 07.06.56.

## Підпорядкування і дислокація
- ГУЛПС (промислового будівництва) з 31.10.46 ;
- ГУЛАГ МЮ з 02.04.53;
- ГУЛАГ МВС з 07.08.54;
- Главспецстрой з 02.02.55.

Дислокація: м.Саратов;

16 км на північний захід від Саратова, в р-ні роз'їзду Трофимовський-II.

## Виконувані роботи
- буд-во Саратовських з-дів:
  - електровакуумного,
  - машинобудівного,
  - з-да 375 МПСС (Міністерства промислових засобів зв'язку),
  - з-да 338 (приймально-підсилювальних ламп) МПСС,
  - з-да 887 (випуск електровакуумних виробів — генераторних і модуляторних ламп);
- буд-во НДІ-401 МПСС, житлове та соцкультпобутове буд-во,
- реконструкція Енгельського цегел. з-ду,
- буд-во підприємства з виробництва шлакоблоків,
- буд-во каналізації і водопроводу в м. Саратові,
- буд-во з-ду ЗБВ,
- розробка Пугачовського кар'єру з 15.09.54,
- буд-во МТС, радгоспів, житлового будинку Саратовського обкому ВКП (б),
- робота на лісозаводі і бетонному з-ді.

## Чисельність з/к
- 01.10.46 — 302,
- 01.01.47 — 816,
- 01.01.48 — 2629,
- 01.12.49 — 3469,
- 01.01.50 — 3401,
- 01.01.51 — 3064,
- 01.01.52 — 4153,
- 01.01.53 — 3225,
- 01.01.56 — 2277;
- 25.06.52 — 3697;
- 01.01.55 — 2733